# 尾崎諒馬
尾崎 諒馬（おざき りょうま、1962年 -）は、日本の小説家・推理作家。鹿児島県生まれ。早稲田大学理工学部卒業。
1998年、『思案せり我が暗号』で第18回横溝正史賞（現・横溝正史ミステリ大賞）佳作に選ばれデビュー。

## 作品リスト
- 思案せり我が暗号（1998年6月 角川書店）
- 死者の微笑（2000年1月 角川書店）
- ブラインド・フォールド（2000年11月 角川書店）